# Serquigny
 Serquigny  es una comuna y población de Francia, en la región de Alta Normandía, departamento de Eure, en el distrito de Bernay y cantón de Bernay Este.
Su población en el censo de 1999 era de 2.053 habitantes.
Está integrada en la Communauté de communes de Risle-Charentonne , de la que es la mayor población.

## Demografía
| 1 635 | 1 794 | 2 112 | 2 236 | 2 197 | 2 053 |
| Para los censos de 1962 a 1999 la población legal corresponde a la población sin duplicidades (Fuente: INSEE [Consultar]) |       |       |       |       |       |

- Datos: Q662658
- Multimedia: Serquigny / Q662658

1. ↑  Worldpostalcodes.org, código postal n.º 27470.
2. ↑  INSEE, Datos de población para el año 2012 de Serquigny (en francés).